# الملاكمة في دورة الألعاب الإفريقية 2019
الألعاب الأفريقية 2019 للملاكمة هي منافسات ملاكمة إنجليزية تقام في الفترة من 20 إلى 29 أغسطس 2019 في مركز الأمل الرياضي الداخلي بالرباط في المغرب.